# Лжевальдемар
Лжевальдемар (? — 1356) — исторический деятель, ставший известным летом 1348 года в Германии и именовавший себя Вальдемаром, маркграфом Бранденбургским. В 1348 — 1350 годы Лжевальдемар управлял маркграфством, получив его в лен (или вернув) у императора Карла IV. Вопрос о том, кем он — был настоящим Вальдемаром или самозванцем — окончательно не решён.

## Бранденбург — выморочный лен
В 1320 году умер Генрих Дитя, последний представитель той ветви рода Асканиев, что правила Бранденбургской маркой. И хотя были живы представители других ветвей рода Асканиев (веймарской, саксонской и ангальтской), император Людовик Баварский объявил владение выморочным и отдал своему старшему сыну. Правление малолетнего Людвига не было популярным у бранденбургского дворянства.
Этим назначением были недовольны союзники императора Людовика IV — Люксембурги. Они заключили союз с Габсбургами. 1320—1340-е годы прошли в многочисленных столкновениях и интригах между Виттельсбахами, Габсбургами и Люксембургами и их союзниками. Во время борьбы император Людовик и его сыновья папой римским были отлучены от церкви.
В 1347 году после смерти Людовика IV королём Германии стал Карл IV Люксембург (побывавший до этого антикоролём). Вительсбахи (владевшие Баварией, Бранденбургом, Тиролем и Пфальцем) пытались выдвинуть своего претендента (Эдуарда III).

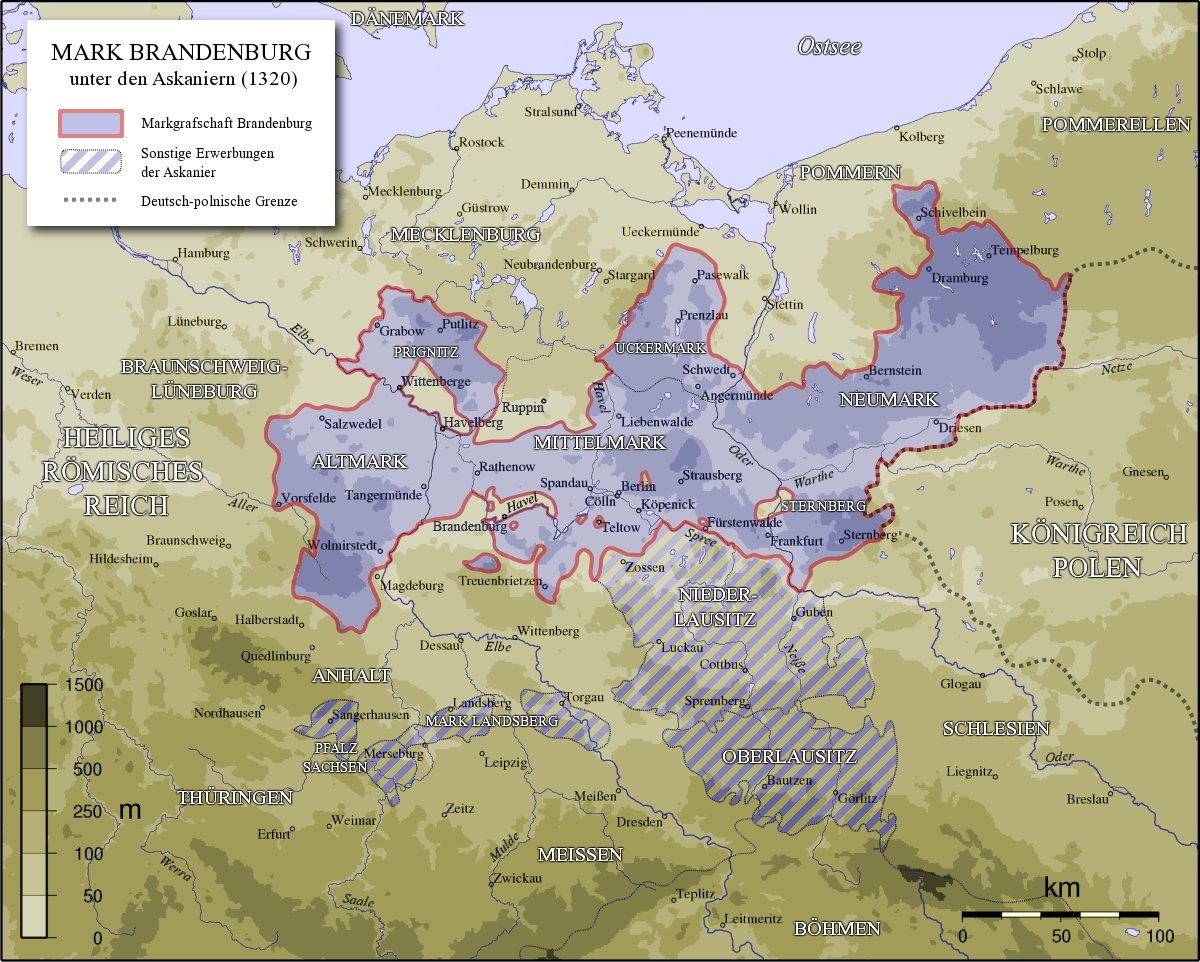
Карта Бранденбурга в 1320 году

## Возвращение Вальдемара
В августе 1348 года в Германии при дворе Отто, архиепископа Магдебургского появился человек, утверждавший, что он — Вальдемар, маркграф Бранденбургский (дядя Генриха Дитяти), которого ошибочно признали мёртвым 29 лет назад.
Свою историю претендент излагал так. В связи с тем, что в 1309 году он женился на близкой родственнице, он совершил грех. Греховность подтверждалась бездетностью пары. Терзаемый угрызениями совести, стремясь к покаянию и по тайному совету папы римского, он отправился в паломничество в Палестину и там отмаливал свои грехи.
Ряд лиц не поверили в версию претендента. Они утверждали, что так как брак был санкционирован папой, то он законен, а пожилой мужчина — это не маркграф, а мельник по имени Якоб Ребок. Несмотря на эти разговоры, многие горожане и дворяне поддержали авантюриста. Нашел «Вальдемар» признание и у Асканиев — Вальдемар Ангальт Цербстский и Альбрехт Ангальт-Кётенский признали в нём «вернувшегося родственника».
По просьбе Альбрехта Ангальт-Кётенского 22 сентября 1348 года «Вальдемар» встретился с жителями Берлина и Кёлльна и даровал им привилегии.
2 октября 1348 года произошла встреча с королём Карлом IV. На ней Карл признал Вальдемара и провозгласил его маркграфом Бранденбурга. А в том случае если у него не будет детей, то его наследниками должны стать Рудольф II и Оттон Саксонские, а также Вальдемар Ангальт Цербстский и Альбрехт Ангальт-Кётенский.
4 декабря 1348 года между Отто Магдебургским с одной стороны и «Вальдемаром» и Асканиями с другой стороны ради отвоевания Бранденбурга был заключён союз. «Вальдемар» за короткое время был признан большей частью Бранденбурга, лишь часть городов сохранила верность Виттельсбахам. В войну были втянуты правители Померании и Мекленбурга
В ответ на поддержку Карлом Люксембургом «Вальдемара» Виттельсбахи выдвинули нового антикороля. Им стал Гюнтер фон Шварцбург, коронованный 6 февраля 1349 года. После битвы при Эльтвилле 24 мая 1349 года, проигранной Гюнтером, стороны начали переговоры. Гюнтер отказался от королевской короны, Карла IV его противники признавали законным королём, а тот в ответ проводил расследование на предмет личности «Вальдемара».
Для помощи против северных союзников «Вальдемара» Людвиг заключил союз с датским королём Вальдемаром Аттердагом. Тот напал на Мекленбург и планировал идти на Берлин. Это вмешательство склонило чашу весов в пользу Виттельсбахов: один за другим союзники «Вальдемара» заключают мир с баварцами.
В феврале 1350 год расследование завершилось. Присяжные выносившие вердикт выразились очень осторожно, объявив, что они — если бы им пришлось присягать, настоящий он или нет, — скорее бы стали присягать в последнем. И маркграф Бранденбургский был провозглашён «Лжевальдемаром».

## После вердикта
После вердикта Карл IV восстановил Людвига Виттельсбаха в качестве маркграфа Бранденбурга. А жителей региона и империи в марте и апреле 1350 года призвал не поддерживать «Лжевальдемара».
Война Людвига Виттельсбаха по возвращению Бранденбурга продолжалась до середины 1350-х годов. Длительному сопротивлению способствовало отлучение от церкви баварской династии.
4 января 1352 года Людвиг издал грамоту, прощавшую Берлин и Кёльн за поддержку Лжевальдемара.
Война истощила силы обеих сторон. Источники не сообщают об участии Лжевальдемара в войне после 1350. Есть лишь упоминание в марте 1355 года, когда стороны пытались решить дело миром. В документе «маркграф Вальдемар Бранденбургский» благодарит жителей городов Бранденбург и Гёрцке за верность и рекомендует подчиниться Виттельсбахам. Исследователи считают, что всё время между 1350 и 1355 года, а также конец своей жизни «Лжевальдемар» прожил в Дессау у Асканиев, почитавших его как родственника.
Там он и умер в 1356 году.
После смерти его похоронили с княжескими почестями.

## В искусстве
В 1842 году Виллибальд Алексис написал роман «Лже-Вальдемар». По мотивам этой книги написана одноимённая опера Пауля Хёффера (1933). В 1999 году Хорст Бозецки создал роман «Последний Асканий» (нем. Der letzte Askanier).